# Patrick Le Hyaric

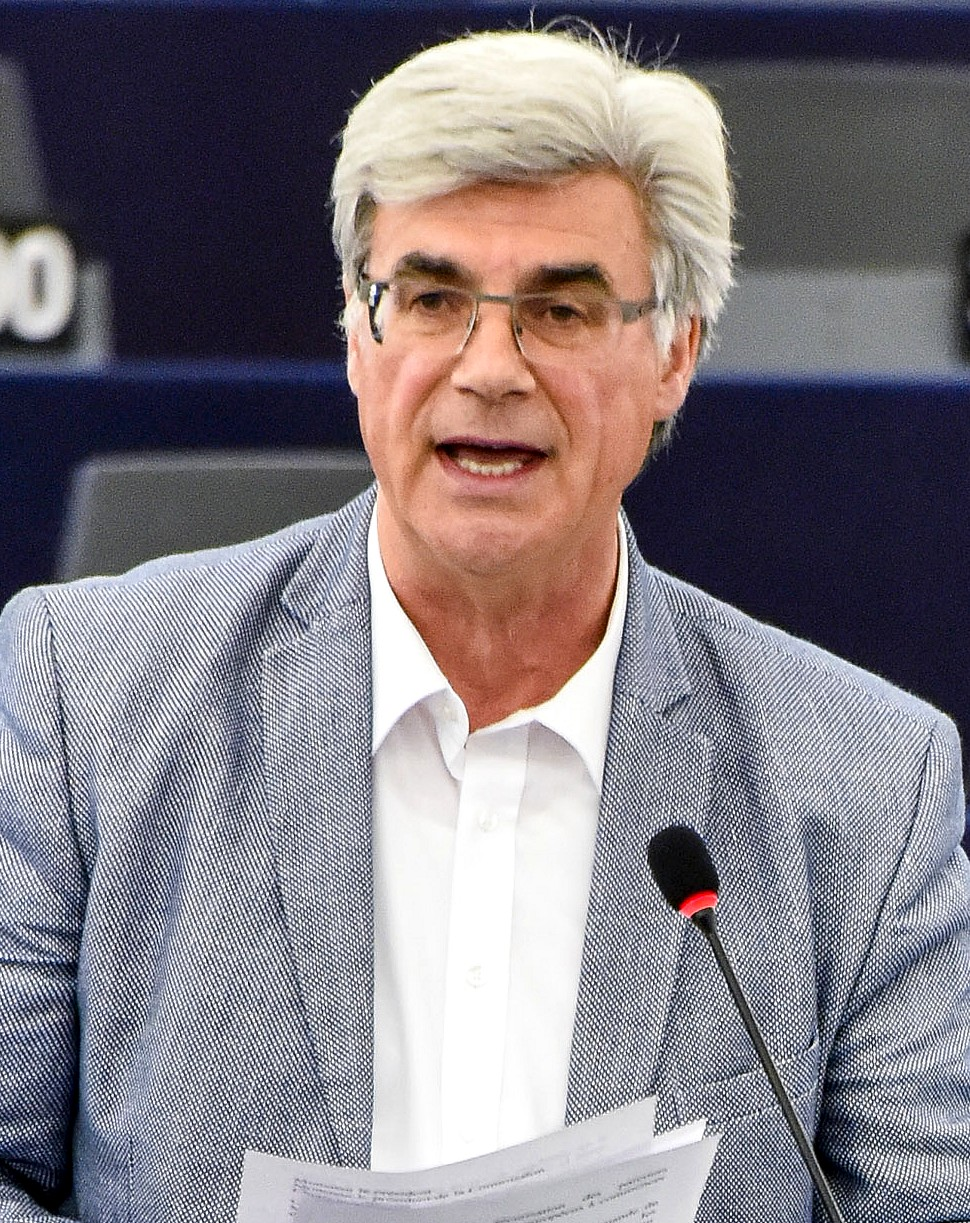
Patrick Le Hyaric bei der Plenarsitzung im Europäischen Parlament, 13. September 2017

Patrick Le Hyaric (* 4. Februar 1957 in Orléans, Département Loiret) ist ein französischer Politiker der Kommunistischen Partei Frankreichs (PCF).

## Leben
Von 1989 bis 2001 war Le Hyaric im Stadtrat von La Courneuve Mitglied. Le Hyaric, der viele Jahre als Journalist für das französische Magazin La Terre arbeitete, ist seit 2000 als Nachfolger von Pierre Zarka Chefredakteur der französischen Zeitung L’Humanité tätig. Seit 2009 ist er Abgeordneter im Europaparlament.